# 杀人鲸 (电影)
《杀人鲸》（英語：Orca，或作）是一部上映于1977年7月22日的美国惊悚片，由麥可·安德森执导，迪诺·德·劳伦提斯监制，李察·哈里斯，夏綠蒂·蘭普琳和Will Sampson主演。本片讲述了诺兰船长在捕捞鲸鱼的过程中杀死了一只怀孕的雌性虎鲸，雌性虎鲸的配偶，一头雄性虎鲸因此对他展开疯狂报复的故事。
上映后，本片的票房稍有成功，但由于与两年前上映的电影《大白鲨》过于雷同，因此受到了电影评论家和观众的普遍反感。

## 内容简介
诺兰船长是一名爱尔兰裔加拿大人，居住在加拿大新斯科舍省，他通过捕捉海洋动物卖钱以偿还船上的抵押贷款，然后返回故乡爱尔兰，诺兰船长的船员正在为当地水族馆捕捉一条大白鲨，这时一位名叫肯的海洋生物学家被这条大白鲨攻击，一头雄性虎鲸出现并杀死了这条大白鲨，救了肯的命，诺兰船长听说后把捕捉目标改成这头虎鲸。后来，诺兰船长和他的船员一起捕鲸时，捕捉到了这头雄性虎鲸的配偶，一头怀孕的雌性虎鲸，诺兰船长和他的船员把雌性虎鲸抓带上了船，随后雌性虎鲸在船上流产，诺兰船长把死胎丢弃到海里，雄性虎鲸看着自己的配偶，发出悲鸣声。 
雄性虎鲸试图将船击沉，以拯救其配偶，诺兰船长的一名船员诺瓦克将雌性虎鲸从船上扔下去，但雌性虎鲸突然跳了起来，把他也拖入海中。第二天，雄性虎鲸将死去的配偶推到了岸上，当地渔民联盟的代表艾尔·斯温谴责诺兰船长的行为，诺兰船长对此矢口否认，但艾尔·斯温和村民们最终发现了他的所作所为，村民们坚持认为是他杀死了虎鲸，因为鲸鱼的存在导致了对村庄经济至关重要的鱼类迁徙，虎鲸在光天化日之下击沉渔船，然后破坏管道，从而摧毁了村庄的燃料储备，使村庄陷入恐怖之中。
肯的同事，一位鲸类学家雷切尔·贝德福德向诺兰船长展示鲸鱼与人类有多么相似，并告诉他，如果虎鲸像人类一样，他想要的不一定是他应该拥有的。诺兰船长向贝德福德承认，他同情虎鲸，因为自己自己的妻子和未出生的孩子此前在一场由醉酒司机造成的车祸中丧生，所以向贝德福德保证他不会与虎鲸搏斗，但虎鲸袭击了他受伤的船员安妮下榻的海滨别墅，房子开始滑入大海，虎鲸咬掉了安妮的左腿，诺兰船长决定与虎鲸搏斗，但他手下的船员，诺瓦克死了，安妮残废了，他找不到其他的帮手，他和保罗现在是唯一剩下的船员，贝德福德和肯以及雅各布·乌米拉克一起加入了追捕虎鲸的队伍。
在虎鲸发出叫声后，船员们开始跟随它。肯在虎鲸浮出水面时被杀死，其他人跟随虎鲸到达贝尔岛海峡，但当保罗进入救生艇时，虎鲸将保罗从船上撞下淹死。第二天，虎鲸把一个冰山塞进船里，船开始下沉。诺兰船长和贝德福德从船上逃走时设法用鱼叉叉住了虎鲸，但乌米拉克在发出一声SOS后被一场雪崩压碎。
诺兰船长和贝德福德躲在一座冰山上，尽管诺兰船长滑到了另一座冰山上，但虎鲸把冰山分开，困住了诺兰船长。虎鲸跳到冰上，导致冰倾斜，将诺兰船长滑入水中，虎鲸鱼用尾巴把诺兰船长拍另一座冰山上，杀死了他，而贝德福德只能束手无策地看着，然后虎鲸向南游走消失，然后一架直升机赶来救走了贝德福德。

## 演员表
- 李察·哈里斯 饰演 诺兰船长
- 夏綠蒂·蘭普琳 饰演 雷切尔·贝德福德
- Will Sampson 饰演 各布·乌米拉克
- Bo Derek 饰演 安妮
- Keenan Wynn 饰演 诺瓦克
- 羅伯特·卡拉丁 饰演 肯
- Peter Hooten 饰演 保罗
- Scott Walker 饰演 艾尔·斯温
- Don "Red" Barry 饰演 沃克博士
- Yaka(海洋公园人工饲养的雌性虎鲸) 饰演 本片中的雌性虎鲸
- Nepo(海洋公园人工饲养的雄性虎鲸) 饰演 本片中的雄性虎鲸

## 幕后
监制人Luciano Vincenzoni在1975午夜被迪诺·德·劳伦提斯叫来参与制作该电影，当Luciano Vincenzoni承认他看过电影《大白鲨》时，迪诺·德·劳伦提斯提出找一条比大白鲨更厉害更可怕的鱼。此前，Luciano Vincenzoni对海洋生物几乎不感兴趣，他的兄弟阿德里亚诺把他引向了虎鲸，他本人对动物学很感兴趣，拍摄工作主要在捕鱼季节的纽芬兰进行，大部分拍摄地在圣约翰斯以南15千米的小镇佩蒂港。 
用于拍摄的两头虎鲸来自太平洋海洋公园和六旗海洋公园，雌性名字叫Yaka，雄性名字叫Nepo，都是是训练有素的虎鲸，不过拍摄中也使用了人造橡胶鲸，这些模型栩栩如生，以至于一些动物保护者堵住了运送它们的卡车，把它们当成了真正的虎鲸，本片使用的鲨鱼是由著名的鲨鱼猎手Ron Taylor捕获的，设计师Mario Garbuglia在马耳他制作了代表拉布拉多偏远极地地区的风景画。

## 其他
本片在首映周末，从775家影院获得350万美元的票房收入，并在美国和加拿大获得14717854美元的票房收入。
在汇总媒体烂番茄上，根据32篇评论，这部电影获得了9%的支持率，平均支持率为3.53/10。该网站的关键共识是，满足于一些更好的恐怖电影，《杀人鲸》是一部差劲的鲨鱼惊悚片 。《综艺》杂志发表的一篇当代评论称本片为人类与野兽的胡说八道，并哀叹在愚蠢的故事讲述中，精细的特效和水下摄影作品被淹没了。《時代雜誌》的Richard Schickel写道，杀人鲸背后的电影制作人翻阅了大量的海洋文学，寻找戏剧性的陈词滥调，并称这部电影无能和毫无悬念
《杀人鲸》与《大白鲨》相比一直处于不利的地位，Schickel和Arnold都对这两部电影进行了比较，美联社的Bob Thomas称本片为复制《大白鲨》的又一次尝试 。《芝加哥读者报》的Dave Kehr称本片是《白鯨記》、《金刚》和《大白鲨》不连贯的混合体，似乎受到了重新编辑的阻碍。然而，本片主演李察·哈里斯很喜欢在拍摄过程中的经历，并对其他人把《杀人鲸》和《大白鲨》相攀比感到恼火。